# 1793
Il 1793 (MDCCXCIII in numeri romani) è un anno  del XVIII secolo.

## Eventi
- Viene portato a termine il gruppo scultoreo di Amore e Psiche dallo scultore veneto Antonio Canova.
- L'Accademia francese delle scienze definisce il metro come unità di misura della lunghezza cercando un'unità di misura più oggettiva di quelle che avevano caratterizzato la misurazione nei secoli precedenti.
- Sardegna: viene respinto il tentativo di conquistare l'isola portato avanti dalla flotta francese (comparsa nel Golfo di Cagliari nel dicembre 1792).
- 2 gennaio – Russia, Prussia e Austria si spartiscono la Polonia.
- 21 gennaio – Luigi XVI di Francia viene ghigliottinato a Parigi dopo un processo che lo ha visto dichiarare colpevole di alto tradimento.
- 1º febbraio – Guerre rivoluzionarie francesi: La Francia dichiara guerra a Regno Unito e Paesi Bassi.
- 18 marzo – Battaglia di Neerwinden: Nell'ambito delle Guerre rivoluzionarie francesi, le truppe rivoluzionarie francesi vengono sconfitte dall'esercito austriaco.
- Maggio – Durante alcuni scavi nei pressi della chiesa dei Santi Gioacchino e Anna ai Monti, gli operai scoprono il tesoro dell'Esquilino, 27 pezzi di argenteria tardo-romana.
- 8 maggio – Battaglia di Raismes: Nell'ambito delle Guerre rivoluzionarie francesi, le truppe rivoluzionarie francesi vengono sconfitte dall'esercito austriaco.
- 21 maggio – Vittorio Amedeo III di Savoia approva il Regolamento che istituisce la medaglia d'Oro o d'Argento (medaglia al Valor Militare) da conferire ai sottufficiali ed ai militari di truppa del Regno sardo che hanno compiuto azione di segnalato valore in guerra.
- 23 maggio – Battaglia di Famars: Nell'ambito delle Guerre rivoluzionarie francesi, le truppe rivoluzionarie francesi vengono sconfitte dall'esercito della coalizione composta da Arciducato d'Austria, Regno di Gran Bretagna ed Elettorato di Hannover.
- 22 luglio:
  - Alexander Mackenzie raggiunge l'Oceano Pacifico, diventando il primo europeo a compiere un attraversamento transcontinentale a nord del Messico.
  - Colonia di Roanoke: un secondo gruppo di coloni inglesi arriva sull'isola di Roanoke, al largo della Carolina del Nord, per rifondare la colonia abbandonata.
- 28 luglio – L'assedio di Valenciennes termina con la conquista della città da parte degli Alleati.
- 29 agosto – Francia: approvato il decreto che abolisce la schiavitù.
- 8 settembre – Battaglia di Hondshoote: Nel corso delle Guerre rivoluzionarie francesi, l'Armata del Nord repubblicana sconfisse la coalizione degli alleati (Arciducato d'Austria, Regno di Gran Bretagna ed Elettorato di Hannover).
- 15-16 ottobre – Battaglia di Wattignies: L'Armata del Nord francese, comandata dal generale Jourdan e da Lazare Carnot, sconfisse gli austriaci, comandati dal principe di Coburgo.
- 16 ottobre – Francia: Venne ghigliottinata a Parigi la regina Maria Antonietta (sorella di Giuseppe II e Leopoldo II) ed abbandonato ad un impietoso destino il di lei figlio Luigi Carlo.
- 17 ottobre – Battaglia di Cholet: Nell'ambito della prima guerra di Vandea (serie di conflitti civili scoppiati al tempo della Rivoluzione francese), i Repubblicani sconfissero gli insorti realisti dell'Esercito cattolico e reale.
- 24 novembre – Francia: Entra in vigore il Calendario Rivoluzionario Francese.
- 12-13 dicembre – Guerre di Vandea: Vittoria repubblicana nella Battaglia di Le Mans.
- 23 dicembre – Guerre di Vandea: Decisiva vittoria repubblicana nella Battaglia di Savenay, che portò all'annientamento dell'Esercito cattolico e reale.

## Nati
Ci sono circa 220 voci su persone nate nel 1793; vedi la pagina Nati nel 1793 per un elenco descrittivo o la categoria Nati nel 1793 per un indice alfabetico.

## Morti

### Gennaio
- 1º gennaio - Francesco Guardi, pittore italiano (n. 1712)
- 4 gennaio - Domenico Leonati, presbitero italiano (n. 1703)
- 14 gennaio - Ugo di Basseville, giornalista, diplomatico e rivoluzionario francese (n. 1753)
- 16 gennaio - Francesco di Borbone-Busset, generale francese (n. 1722)
- 19 gennaio - Katsukawa Shunshō, pittore e incisore giapponese (n. 1726)
- 19 gennaio - Aleksandr Alekseevič Vjazemskij, politico russo (n. 1727)
- 20 gennaio - Anton Joseph von Brentano-Cimaroli, generale italiano (n. 1741)
- 20 gennaio - Louis-Michel le Peletier de Saint-Fargeau, politico e rivoluzionario francese (n. 1760)
- 20 gennaio - Bartolomeo di Panigai, gesuita, matematico e geografo italiano (n. 1720)
- 21 gennaio - Luigi XVI di Francia, re (n. 1754)
- 23 gennaio - Gabriel Brizard, scrittore e storico francese
- 25 gennaio - Carlo Alberto I di Hohenlohe-Waldenburg-Schillingsfürst, principe tedesco (n. 1719)
- 27 gennaio - Andrea Memmo, letterato, politico e diplomatico italiano (n. 1729)
- 28 gennaio - Giuseppe Lascaris di Ventimiglia, politico italiano (n. 1729)

### Febbraio
- 1º febbraio - Giacomo Insanguine, compositore e organista italiano (n. 1728)
- 1º febbraio - Giuseppe Palmieri, economista italiano (n. 1721)
- 2 febbraio - William Aiton, botanico scozzese (n. 1731)
- 2 febbraio - James Stuart, generale britannico (n. 1731)
- 6 febbraio - Carlo Goldoni, commediografo, avvocato e scrittore italiano (n. 1707)
- 8 febbraio - Agustín Rubín de Ceballos, vescovo cattolico spagnolo (n. 1724)
- 9 febbraio - Pascal Taskin, cembalaro francese (n. 1723)
- 10 febbraio - Antoinette Gabrielle Danton, francese (n. 1760)
- 14 febbraio - Domenico Troili, abate e naturalista italiano (n. 1722)
- 16 febbraio - Christian Gottlob Hubert, organaro polacco (n. 1724)

### Marzo
- 1º marzo - Ramón Bayeu, pittore spagnolo (n. 1744)
- 1º marzo - Abraham Roentgen, ebanista tedesco (n. 1711)
- 3 marzo - Federico Augusto di Anhalt-Zerbst, nobile tedesco (n. 1734)
- 4 marzo - Luigi Giovanni Maria di Borbone, duca di Penthièvre, principe francese (n. 1725)
- 5 marzo - Matthijsz Nicolaas Aartman, illustratore e pittore olandese (n. 1713)
- 9 marzo - Giacomo Guerrini, pittore italiano (n. 1721)
- 11 marzo - William Ponsonby, II conte di Bessborough, filantropo britannico (n. 1704)
- 14 marzo - Giuseppe Camerata, pittore, incisore e miniaturista italiano (n. 1718)
- 17 marzo - Nicola Conforto, compositore italiano (n. 1718)
- 17 marzo - Leopold Hofmann, compositore austriaco (n. 1738)
- 17 marzo - Giovanni Maria Lampredi, letterato, giurista e etruscologo italiano (n. 1731)
- 20 marzo - William Murray, I conte di Mansfield, magistrato e politico britannico (n. 1705)
- 23 marzo - Egid Valentin Felix von Borié, diplomatico e politico tedesco (n. 1719)
- 26 marzo - Francesco Carrara, cardinale italiano (n. 1716)
- 28 marzo - Vincenzo Fasanella, poeta e matematico italiano (n. 1733)
- 31 marzo - Francesco Ferdinando Sanseverino, arcivescovo cattolico italiano (n. 1723)

### Aprile
- 7 aprile - Pietro Paolo Operti, pittore italiano (n. 1704)
- 11 aprile - Jean Perdriau, militare francese (n. 1746)
- 13 aprile - Gian Domenico Cignaroli, pittore italiano (n. 1724)
- 13 aprile - Federico Carlo di Schwarzburg-Rudolstadt, nobile tedesco (n. 1736)
- 13 aprile - Maria Vittoria d'Arenberg, nobile belga (n. 1714)
- 14 aprile - Antonín Petr Příchovský z Příchovic, arcivescovo cattolico ceco (n. 1707)
- 17 aprile - Nicolas-Jean-Baptiste Raguenet, pittore francese (n. 1715)
- 22 aprile - Youssef Boutros Estephan, patriarca cattolico libanese (n. 1729)
- 29 aprile - John Michell, astronomo, geologo e fisico inglese (n. 1724)
- 30 aprile - Lorenzo Fago, compositore e organista italiano (n. 1704)

### Maggio
- 2 maggio - Demetrio I Mocenigo del Zante, italiano (n. 1723)
- 4 maggio - Jean-Martin Moyë, presbitero francese (n. 1730)
- 6 maggio - Jean-Michel Huon de Kermadec, navigatore francese (n. 1748)
- 7 maggio - Pietro Nardini, compositore e violinista italiano (n. 1722)
- 7 maggio - Johan Zoutman, ammiraglio olandese (n. 1724)
- 8 maggio - Taddeo Kuntze, pittore polacco (n. 1727)
- 9 maggio - Auguste Marie Henri Picot de Dampierre, generale francese (n. 1756)
- 13 maggio - Martin Gerbert, abate tedesco (n. 1720)
- 14 maggio - Pierre-Antoine de La Place, scrittore, drammaturgo e traduttore francese (n. 1707)
- 15 maggio - Peter Adolf Hall, pittore svedese (n. 1739)
- 15 maggio - Étienne Marchand, mercante e esploratore francese (n. 1755)
- 19 maggio - John Chetwynd-Talbot, I conte Talbot, nobile e politico inglese (n. 1749)
- 20 maggio - Timur Shah Durrani, afghano (n. 1746)
- 20 maggio - Charles Bonnet, biologo e filosofo svizzero (n. 1720)
- 21 maggio - Charles Juste de Beauvau-Craon, nobile e generale francese (n. 1720)
- 23 maggio - Sigismondo Chigi della Rovere, IV principe di Farnese, economista e poeta italiano (n. 1736)
- 27 maggio - Giovanni Sarnelli, pittore italiano (n. 1714)
- 28 maggio - Aleksander Michał Sapieha, nobile e politico polacco (n. 1730)

### Giugno
- 1º giugno - Giuseppe Pistoi, fantino italiano (n. 1701)
- 7 giugno - Vitaliano Borromeo, cardinale e arcivescovo cattolico italiano (n. 1720)
- 10 giugno - Louis-Auguste-Augustin d'Affry, ufficiale francese (n. 1713)
- 11 giugno - William Robertson, storico, storiografo e teologo scozzese (n. 1721)
- 12 giugno - Domenico Alfeno Vario, presbitero e giurista italiano (n. 1730)
- 20 giugno - John Rawdon, I conte di Moira, nobile irlandese (n. 1720)
- 26 giugno - Karl Philipp Moritz, scrittore, saggista e editore tedesco (n. 1756)
- 26 giugno - Gilbert White, naturalista e ornitologo britannico (n. 1720)
- 27 giugno - Johann August Ephraim Goeze, entomologo e zoologo tedesco (n. 1731)

### Luglio
- 1º luglio - Giambattista Guatteri, botanico italiano (n. 1739)
- 4 luglio - Antoine-Marin Lemierre, drammaturgo e poeta francese
- 5 luglio - Alexander Roslin, pittore svedese (n. 1718)
- 5 luglio - Peter Anton von Verschaffelt, scultore fiammingo (n. 1710)
- 6 luglio - Joseph Agricol Viala, militare francese (n. 1778)
- 7 luglio - Maria Antonia von Elsener, nobildonna tedesca (n. 1746)
- 7 luglio - Charles de Villette, politico e scrittore francese (n. 1736)
- 13 luglio - Jean-Paul Marat, politico, medico e giornalista francese (n. 1743)
- 14 luglio - Jacques Cathelineau, generale francese (n. 1759)
- 15 luglio - Giovanni Battista Nicolai, matematico e presbitero italiano (n. 1726)
- 17 luglio - Joseph Chalier, rivoluzionario francese (n. 1747)
- 17 luglio - Charlotte Corday, rivoluzionaria francese (n. 1768)
- 17 luglio - Faizullah Khan Bahadur, principe indiano (n. 1730)
- 19 luglio - Stanisław Lubomirski, nobile e politico polacco (n. 1704)
- 19 luglio - John Wallis, storico e botanico inglese (n. 1714)
- 21 luglio - Antoine Bruni d'Entrecasteaux, ammiraglio e esploratore francese (n. 1739)
- 23 luglio - Roger Sherman, avvocato, politico e diplomatico statunitense (n. 1721)

### Agosto
- 3 agosto - John Hobart, II conte di Buckinghamshire, nobile e politico inglese (n. 1723)
- 22 agosto - Louis de Noailles, nobile francese (n. 1713)
- 28 agosto - Adam Philippe de Custine, generale francese (n. 1740)

### Settembre
- 6 settembre - Federico Ferdinando Costantino di Sassonia-Weimar-Eisenach, nobile e militare tedesco (n. 1758)
- 9 settembre - Peter Perez Burdett, cartografo e artista inglese (n. 1734)
- 10 settembre - Marc-Antoine Désaugiers, compositore francese (n. 1739)
- 17 settembre - George Handley, politico e militare statunitense (n. 1752)
- 19 settembre - Dmitrij Michajlovič Golicyn, diplomatico e ufficiale russo (n. 1721)
- 23 settembre - Gaetano Ghidetti, pittore, scenografo e architetto italiano (n. 1723)
- 24 settembre - François Baron de Tott, nobile francese (n. 1733)
- 26 settembre - Jean Baptiste Bulliard, botanico, medico e micologo francese (n. 1752)
- 27 settembre - Rafael Landívar, poeta e gesuita guatemalteco (n. 1731)
- 29 settembre - François Rozier, botanico e agronomo francese (n. 1734)

### Ottobre
- 1º ottobre - Jacob More, pittore scozzese (n. 1740)
- 3 ottobre - Fletcher Christian, ufficiale inglese (n. 1764)
- 5 ottobre - José del Castillo, pittore e incisore spagnolo (n. 1737)
- 6 ottobre - Anne François Augustin de La Bourdonnaye, generale e nobile francese (n. 1745)
- 7 ottobre - Wills Hill, I marchese del Downshire, politico britannico (n. 1718)
- 8 ottobre - Joseph-Marie Amiot, missionario francese (n. 1718)
- 8 ottobre - John Hancock, politico statunitense (n. 1737)
- 11 ottobre - Raniero Finocchietti, cardinale italiano (n. 1715)
- 11 ottobre - Giovanni Carlo Vincenzo Giovio, arcivescovo cattolico italiano (n. 1729)
- 16 ottobre - John Hunter, medico britannico (n. 1728)
- 16 ottobre - Maria Antonietta d'Asburgo-Lorena (n. 1755)
- 18 ottobre - Charles Melchior Artus de Bonchamps, generale francese (n. 1760)
- 18 ottobre - John Wilson, matematico inglese (n. 1741)
- 24 ottobre - Carlo II Eugenio di Württemberg, nobile (n. 1728)
- 26 ottobre - Karl Blank, architetto russo (n. 1728)
- 31 ottobre - Jacques Pierre Brissot, politico e giornalista francese (n. 1754)
- 31 ottobre - Claude Fauchet, rivoluzionario francese (n. 1744)
- 31 ottobre - Armand Gensonné, politico e avvocato francese (n. 1758)
- 31 ottobre - Pierre Victurnien Vergniaud, avvocato, politico e rivoluzionario francese (n. 1753)

### Novembre
- 3 novembre - Olympe de Gouges, drammaturga e attivista francese (n. 1748)
- 4 novembre - Louis Marie de Lescure, generale francese (n. 1766)
- 6 novembre - Luigi Filippo II di Borbone-Orléans, nobile (n. 1747)
- 7 novembre - Thomas-Augustin de Gasparin, ufficiale e politico francese (n. 1754)
- 8 novembre - Marie-Jeanne Roland de la Platière, nobildonna francese (n. 1754)
- 9 novembre - Sarah Child, nobildonna inglese (n. 1764)
- 10 novembre - Jean-Marie Roland, politico e economista francese (n. 1734)
- 11 novembre - Jean Léchelle, generale francese (n. 1760)
- 12 novembre - Jean Sylvain Bailly, astronomo, matematico e politico francese (n. 1736)
- 12 novembre - Lord George Gordon, politico inglese (n. 1751)
- 14 novembre - Caterina Dolfin, poetessa italiana (n. 1736)
- 15 novembre - Gaspard de Brunet, generale francese (n. 1734)
- 15 novembre - Charles-Joseph Mathon de la Cour, matematico francese (n. 1738)
- 17 novembre - Jean Nicolas Houchard, generale francese (n. 1739)
- 28 novembre - Marguerite-Louis-François Duport-Dutertre, politico e rivoluzionario francese (n. 1754)
- 29 novembre - Antoine Barnave, politico e oratore francese (n. 1761)

### Dicembre
- 1º dicembre - Giovanni Raggi, pittore italiano (n. 1712)
- 4 dicembre - Marcantonio Colonna, cardinale italiano (n. 1724)
- 4 dicembre - Armand de Kersaint, ammiraglio e politico francese (n. 1742)
- 5 dicembre - Jean Fortuné Boüin de Marigny, generale francese (n. 1766)
- 5 dicembre - Charles Augustin de Royrand, generale francese (n. 1726)
- 5 dicembre - Yolande de Polastron, duchessa de Polignac, nobildonna francese (n. 1749)
- 5 dicembre - Enrichetta Amalia di Anhalt-Dessau, nobile tedesca (n. 1720)
- 6 dicembre - Wilhelm von Edelsheim, politico e diplomatico tedesco (n. 1737)
- 7 dicembre - Joseph Bara, militare francese (n. 1779)
- 8 dicembre - Marie-Jeanne Bécu, contessa du Barry, nobile francese (n. 1743)
- 8 dicembre - Étienne Clavière, politico e banchiere francese (n. 1735)
- 12 dicembre - Giuseppe Sanmartino, scultore italiano (n. 1720)
- 15 dicembre - Webb Seymour, X duca di Somerset, nobile britannico (n. 1718)
- 15 dicembre - Franz Georg Ernst von Sturmfeder, nobile e politico tedesco (n. 1727)
- 17 dicembre - Appiano Buonafede, religioso e letterato italiano (n. 1716)
- 17 dicembre - Louis Marie Florent du Châtelet, generale, politico e diplomatico francese (n. 1727)
- 26 dicembre - Ignazio Collino, scultore italiano (n. 1724)
- 27 dicembre - Joseph Legros, tenore francese (n. 1739)
- 27 dicembre - Pierre Henri Hélène Tondu, giornalista e politico francese (n. 1754)
- 29 dicembre - Philippe-Frédéric de Dietrich, politico e scienziato francese (n. 1748)
- 30 dicembre - Anna Blackburne, botanica e naturalista inglese (n. 1726)
- 30 dicembre - Alessandro Maria Calefati, vescovo cattolico, archeologo e storico italiano (n. 1726)
- 31 dicembre - Armand Louis de Gontaut-Biron, generale francese (n. 1747)

### Senza giorno specificato
- Christianus Carolus Henricus van der Aa, pastore protestante e teologo olandese (n. 1718)
- Eutichio Ajello, abate, bibliotecario e antiquario italiano (n. 1711)
- Valentino Alpago-Novello, architetto e pittore italiano (n. 1707)
- Philibert Aspairt, francese (n. 1732)
- Alessandro Besozzi, oboista e compositore italiano (n. 1702)
- Nicolaas Laurens Burman, botanico olandese (n. 1734)
- Bartolomeo Coghetto, religioso, pittore e musicista italiano (n. 1707)
- Michail Dmitrievič Čulkov, scrittore russo (n. 1743)
- Antonio González Velázquez, pittore spagnolo (n. 1723)
- William Hudson, botanico e farmacista britannico (n. 1730)
- Joannicus III di Costantinopoli, arcivescovo ortodosso greco (n. 1700)
- Marco Marcola, pittore italiano (n. 1740)
- Claude-Adrien Nonnotte, teologo francese (n. 1711)
- John Oswald, filosofo, attivista e poeta scozzese (n. 1730)
- Jean-Moisé Pouzait, orologiaio svizzero (n. 1743)
- Paul-Edme Crublier de Saint-Cyran, militare e matematico francese (n. 1738)
- James Six, meteorologo e inventore inglese (n. 1731)
- Johann Georg Sturm, illustratore tedesco (n. 1742)
- Tenzing Namgyal, indiano (n. 1769)
- Alessandro Vasta, pittore italiano (n. 1726)
- Petronio Zecchini, anatomista italiano (n. 1739)
- Dhiyab bin Isa Al Nahyan, sovrano emiratino (n. 1693)
- Marie Louise de La Tour d'Auvergne, nobile francese (n. 1725)
- Guillaume Évrard, scultore belga (n. 1709)

## Calendario
| Calendario 1793 | Calendario 1793 | Calendario 1793 | Calendario 1793 | Calendario 1793 | Calendario 1793 | Calendario 1793 | Calendario 1793 | Calendario 1793 | Calendario 1793 | Calendario 1793 | Calendario 1793 | Calendario 1793 | Calendario 1793 | Calendario 1793 | Calendario 1793 | Calendario 1793 | Calendario 1793 | Calendario 1793 | Calendario 1793 | Calendario 1793 | Calendario 1793 | Calendario 1793 | Calendario 1793 | Calendario 1793 | Calendario 1793 | Calendario 1793 | Calendario 1793 | Calendario 1793 | Calendario 1793 | Calendario 1793 | Calendario 1793 | Calendario 1793 |
| --------------- | --------------- | --------------- | --------------- | --------------- | --------------- | --------------- | --------------- | --------------- | --------------- | --------------- | --------------- | --------------- | --------------- | --------------- | --------------- | --------------- | --------------- | --------------- | --------------- | --------------- | --------------- | --------------- | --------------- | --------------- | --------------- | --------------- | --------------- | --------------- | --------------- | --------------- | --------------- | --------------- |
|                 | 1               | 2               | 3               | 4               | 5               | 6               | 7               | 8               | 9               | 10              | 11              | 12              | 13              | 14              | 15              | 16              | 17              | 18              | 19              | 20              | 21              | 22              | 23              | 24              | 25              | 26              | 27              | 28              | 29              | 30              | 31              |                 |
| Gennaio         | Ma              | Me              | Gi              | Ve              | Sa              | Do              | Lu              | Ma              | Me              | Gi              | Ve              | Sa              | Do              | Lu              | Ma              | Me              | Gi              | Ve              | Sa              | Do              | Lu              | Ma              | Me              | Gi              | Ve              | Sa              | Do              | Lu              | Ma              | Me              | Gi              |                 |
| Febbraio        | Ve              | Sa              | Do              | Lu              | Ma              | Me              | Gi              | Ve              | Sa              | Do              | Lu              | Ma              | Me              | Gi              | Ve              | Sa              | Do              | Lu              | Ma              | Me              | Gi              | Ve              | Sa              | Do              | Lu              | Ma              | Me              | Gi              |                 |                 |                 |                 |
| Marzo           | Ve              | Sa              | Do              | Lu              | Ma              | Me              | Gi              | Ve              | Sa              | Do              | Lu              | Ma              | Me              | Gi              | Ve              | Sa              | Do              | Lu              | Ma              | Me              | Gi              | Ve              | Sa              | Do              | Lu              | Ma              | Me              | Gi              | Ve              | Sa              | Do              |                 |
| Aprile          | Lu              | Ma              | Me              | Gi              | Ve              | Sa              | Do              | Lu              | Ma              | Me              | Gi              | Ve              | Sa              | Do              | Lu              | Ma              | Me              | Gi              | Ve              | Sa              | Do              | Lu              | Ma              | Me              | Gi              | Ve              | Sa              | Do              | Lu              | Ma              |                 |                 |
| Maggio          | Me              | Gi              | Ve              | Sa              | Do              | Lu              | Ma              | Me              | Gi              | Ve              | Sa              | Do              | Lu              | Ma              | Me              | Gi              | Ve              | Sa              | Do              | Lu              | Ma              | Me              | Gi              | Ve              | Sa              | Do              | Lu              | Ma              | Me              | Gi              | Ve              |                 |
| Giugno          | Sa              | Do              | Lu              | Ma              | Me              | Gi              | Ve              | Sa              | Do              | Lu              | Ma              | Me              | Gi              | Ve              | Sa              | Do              | Lu              | Ma              | Me              | Gi              | Ve              | Sa              | Do              | Lu              | Ma              | Me              | Gi              | Ve              | Sa              | Do              |                 |                 |
| Luglio          | Lu              | Ma              | Me              | Gi              | Ve              | Sa              | Do              | Lu              | Ma              | Me              | Gi              | Ve              | Sa              | Do              | Lu              | Ma              | Me              | Gi              | Ve              | Sa              | Do              | Lu              | Ma              | Me              | Gi              | Ve              | Sa              | Do              | Lu              | Ma              | Me              |                 |
| Agosto          | Gi              | Ve              | Sa              | Do              | Lu              | Ma              | Me              | Gi              | Ve              | Sa              | Do              | Lu              | Ma              | Me              | Gi              | Ve              | Sa              | Do              | Lu              | Ma              | Me              | Gi              | Ve              | Sa              | Do              | Lu              | Ma              | Me              | Gi              | Ve              | Sa              |                 |
| Settembre       | Do              | Lu              | Ma              | Me              | Gi              | Ve              | Sa              | Do              | Lu              | Ma              | Me              | Gi              | Ve              | Sa              | Do              | Lu              | Ma              | Me              | Gi              | Ve              | Sa              | Do              | Lu              | Ma              | Me              | Gi              | Ve              | Sa              | Do              | Lu              |                 |                 |
| Ottobre         | Ma              | Me              | Gi              | Ve              | Sa              | Do              | Lu              | Ma              | Me              | Gi              | Ve              | Sa              | Do              | Lu              | Ma              | Me              | Gi              | Ve              | Sa              | Do              | Lu              | Ma              | Me              | Gi              | Ve              | Sa              | Do              | Lu              | Ma              | Me              | Gi              |                 |
| Novembre        | Ve              | Sa              | Do              | Lu              | Ma              | Me              | Gi              | Ve              | Sa              | Do              | Lu              | Ma              | Me              | Gi              | Ve              | Sa              | Do              | Lu              | Ma              | Me              | Gi              | Ve              | Sa              | Do              | Lu              | Ma              | Me              | Gi              | Ve              | Sa              |                 |                 |
| Dicembre        | Do              | Lu              | Ma              | Me              | Gi              | Ve              | Sa              | Do              | Lu              | Ma              | Me              | Gi              | Ve              | Sa              | Do              | Lu              | Ma              | Me              | Gi              | Ve              | Sa              | Do              | Lu              | Ma              | Me              | Gi              | Ve              | Sa              | Do              | Lu              | Ma              |                 |